# 50 센트
커티스 제임스 잭슨 3세(영어: Curtis James Jackson III, 1975년 7월 6일~)는 미국의 래퍼이자 배우로 50 센트(50 Cent)라는 예명으로 잘 알려져 있다. 그는 2003년에 발매된 'Get Rich or Die Tryin''과 2005년에 발매된 'The Massacre'로 힙합스타로 알려졌다. 그는 현재까지 2,100만장을 팔았다.
뉴욕에 있는 퀸스 근처 사우스자메이카에서 태어난 50 cent는 12세에 마약 매매를 시작했었다. 2002년 그의 앨범 Guess Who's Back?을 출시한 후, 50 cent는 랩퍼 에미넴에 의해 발굴되었고 인터스코프 레코드와 계약을 맺었다. 그의 최초의 주요한 상업적 성공을 산출했던 에미넴과 닥터 드레의 도움으로 그는 세계에서 가장 높은 판매를 하는 랩퍼들 중 하나가 되었다. 2003년 그는 G-Unit Record를 설립했다.
2009년 에미넴, 닥터 드레, G-Unit 등과 함께 새 앨범 'Before I Self Destruct'을 제작 중이며, 같은 이름으로 영화도 개봉한다.

## 생애

### 유년기
그는 뉴욕 퀸즈 근처인 사우스자메이카(South Jamaica)에서 출생했다. 마약 판매인인 사브리나 밑에서 자랐다. 그는 그녀와 함께 범죄를 저질렀지만 17살때 복싱을 배우게된다. 그는 청소년 올림픽에도 출전했다. 20살때는 학교를 마치고 마약판매를 했다. 그는 항상 총과 코카인 등에 마약 그리고 그것을 살 약간의 돈을 가지고 다녔지만 10학년때 금속탐지기로 인해 고등학교안에서 잡혔다.
1994년 6월 29일 그는 마약소지죄로 검거된다. 그는 약 3주동안 구속되고, 그동안 경찰은 그의 집에서 수많은 마약과 약물과 여러 불법 총기구 등을 발견했다. 그는 약 3년 이상의 징역형을 선고받지만, 6달 뒤에 신병 훈련소로 입대하게 된다. 잭슨(50센트의 본명)은 "나는 코카인을 안 했고 그냥 팔기만 했을 뿐이야"라고 말했다.
그는 이때부터 닉네임인 50센트라는 별명을 얻게 된다. 이 별명은 미국 뉴욕 시 출신 범죄인인 케빈 마틴의 예명이었던 "50센트"를 따온 것이며 잭슨은 "난 이 닉네임이 잘 와닿아. 난 이 케빈 마틴이라는 놈이랑 똑같은 놈이야. 그 이상의 뜻은 없지, 그저 좋을 뿐이야"라고 말했다.

### 1996~2000: 랩 커리어의 시작
그는 그의 친구와 함께 기악에 맞춰 랩을 하기 시작한다. 1996년 그는 미국의 유명힙합그룹인 런 디엠씨의 멤버인 잼 마스터 제이로부터 악기사용법,랩,작곡,녹음하는 법 등을 배운다. 그는 동료이자 랩그룹인 어닉스의 1998년에 발표한 곡인 'React'에 참여한다. 그는 잼 마스터 제이의 영향을 받아 후크를 만들 줄 알았으며,제이는 그의 첫 앨범에 참여하고 제작한다.(그러나 발매되지 않았다.) 1999년 그가 잼 마스터 제이로부터 떠난 후 그는 음악회사인 콜럼비아 레코드에 픽업된다. 그는 뉴욕에 있는 회사녹음실로 가서 2주 만에 30곡이 넘는 곡을 제작한다.
2000년 그는 첫 앨범인 'Power Of the Dollar'를 발매한다.이 앨범에는 유명힙합그룹인 유지케이와 블랙 차일드, N.O.R.E, 데스티니 차일드가 참여한다.또한 크루인 G-Unit을 만들어 활동하기 시작한다.그는 'How to Rob'이라는 싱글로 언더그라운드 힙합계에서 이름을 알린다.이 싱글은 잭슨이 차안에서 녹음한 곡이었다.그는 커럽, 우 탱 클랜, 제이 지, 빅펀 등의 트랙을 샘플링해서 녹음했었으며,한때는 나스의 앨범인 'Nastradamus'으로 투어도 했다고 한다. 그의 또다른 히트싱글인 'Thug Love'는 안타깝게도 그가 총격을 당해 입원하면서 뮤직비디오 촬영과 활동이 무산되었다.

### 2000~2001: 총격
2000년 5월 24일 그는 뉴욕 퀸즈 브릿지에서 한 남자로부터 저격당한다. 그는 자신의 할머니네 집으로 가던 중 어떤 남자가 9mm 권총으로 그를 저격했으며, 총 9방을 맞았다. 그는 팔, 두 다리, 가슴, 볼에 총을 맞았으며, 그때부터 그는 혀의 앞부분에 상처를 입어 혀짧은 목소리를 내고 있다. 그는 병원으로 옮겨저 13일동안 입원했었다. 당시 그를 총격했다고 단언되던 '베릴 바움'은 그 사건 이후 3주 후에 사망한다.
그가 병원에 있었을 때 그때 콜롬비아 레코드와 계약을 했다. 그러나 얼마안가 퇴출당하지만, 샤 머니 엑스엘이라는 사업동반자를 만나게 되며,그와 함께 30곡을 작업한다.그와의 작업물들은 바로 믹스테잎인 'Guess Who's Back?'인데 이 앨범은 2002년 발매됐으며, 나스, 유지케이 등이 참여했다. 그는 이어서 계속 곡을 작업하는데 바로 '50 Cent Is the Future'을 발매한다.이 앨범에는 그뿐만 아니라 토니 야요, 로이드 뱅크스와 같은 G-Unit과 프로듀서인 디제이 클루가 참여했다.

### 2002~: 성공과 명성
2002년 그의 믹스테잎인 'Guess Who's Back?'을 힙합스타 에미넴이 들어본다.그는 CD를 50센트의 매니저를 통해 받았고, 그의 믹스테잎에 크게 호응한다. 에미넴은 곧바로 50와 닥터 드레를 만나기위해 로스앤젤레스로 오고,그들과 백만 달러 계약을 성사한다.
같은해 그는 그들의 서포트를 받으며 믹스테잎인 'No Mercy, No Fear'를 셰이디 레코드와 애프터매스를 통해 발매한다.또한 그는 에미넴의 주연작인 '8 Mile'에서 'Wanksta'라는 사운드트랙에 참여하게 되고, 빌보드 힙합차트에서 3위까지 올라간다.그는 또한 바이오레탈 레코드와 샤 머니 엑스앨에 레이블인 'Money Management Group'과도 계약한다.
2003년 2월 그는 히트앨범인 'Get Rich or Die Tryin''을 발매한다.올뮤직은 그의 앨범을 '10년 만에 나온 힙합아티스트의 명반'이라고 극찬했고, 롤링스톤지도 그의 앨범에 대해 극찬했다.이 앨범은 빌보드 200에서 1위를 했고, 첫 4일 만에 87만 장이 팔리는 기록을 세웠다. 또한 전 세계차트에서 1위를 했다. 앨범에는 에미넴, 닥터 드레, 네이트 독, G-Unit이 참여했다. 전 세계에서 이 앨범은 1200만 장을 팔았으며, 그 전부터 사이가 안 좋던 자 룰과 아이브 가티를 디스하는 트랙도 수록돼 있어 관심을 끌었다.
그의 리드싱글인 In da Club은 더 소스지에서 '울려 퍼지는 호른소리, 펑키한 오르간, 비트와 기타소리가 정말 훌륭한 곡이다'라고 발표했으며,전 세계 차트에서 1위를 했다. 그는 이곡으로 49회 그래미 어워드에서 '베스트 랩상','베스트 솔로 퍼포먼스 아티스트 상'을 수여받았다.또한 뮤직비디오로 MTV어워드에서 베스트 뮤직비디오 상을 받았다.

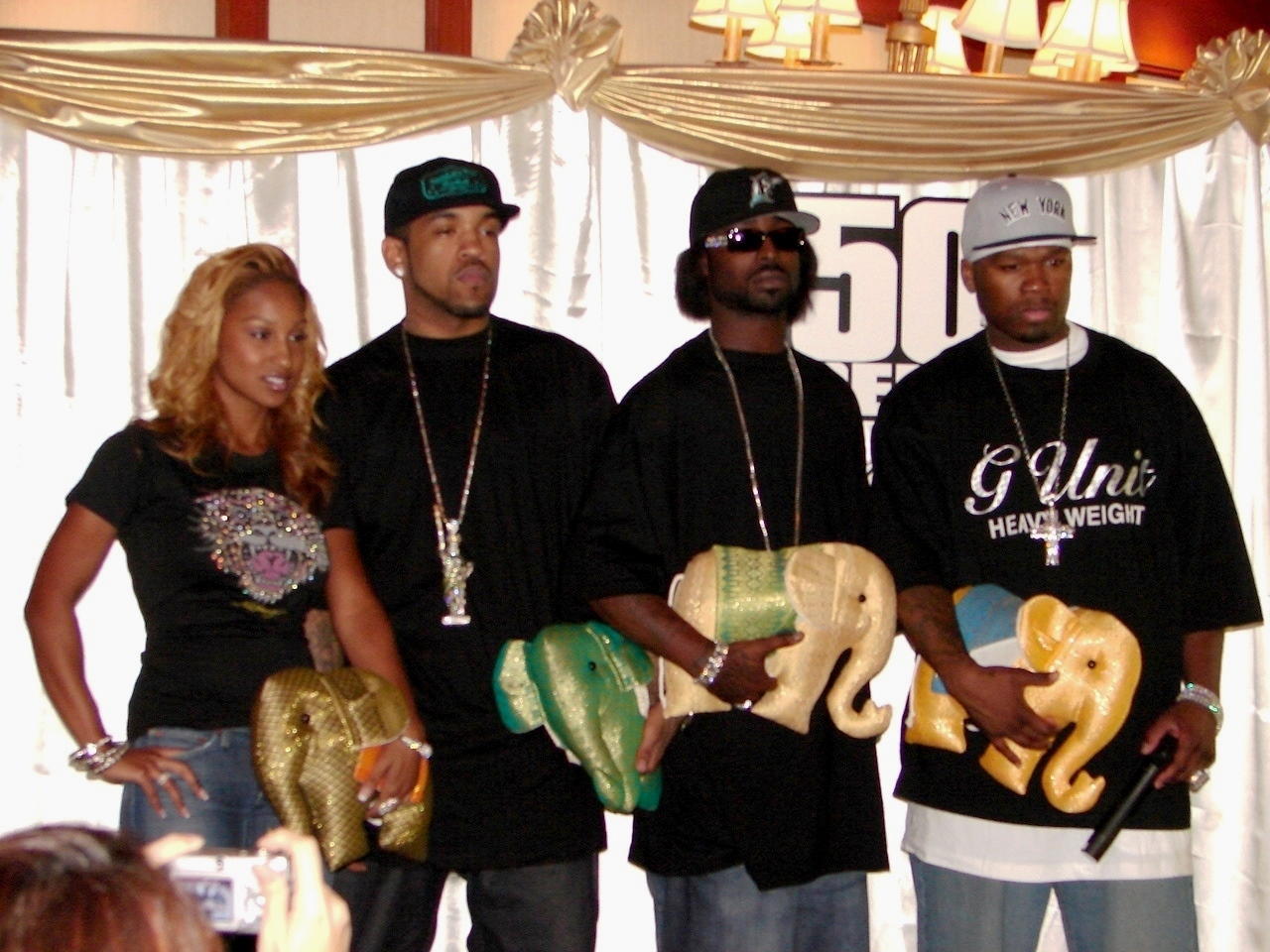
2006년 2월 방콕에서 프로모트 중인 50센트(왼쪽부터 싱어 올리비아, 랩그룹 G-Unit의 멤버인 로이드 뱅크스, 영 벅

3번째 싱글인 '21 Questions'는 네이트 독이 보컬로 참여했고, 영국에서는 'In Da Club'(1위)바로 다음으로 2위를 차지하게 되면서(3위는 'P.I.MP') UK 차트 5위에 3곡을 석권하는 대기록을 세운다.이곡은 미국에 각종 랩/R&B 차트에서 1위를 기록한다. 네 번째 싱글인 'P.I.M.P'는 G-Unit의 멤버들인 로이드 뱅크스, 영 벅이 참여했으며, 리믹스 버전에는 스눕 독도 참여한다. 이 곡 역시 빌보드 핫 랩차트에서 1위를 한다.
2003년에 발매된 마지막 싱글인 'If I Can't'는 영국에서 10위, 미국에서는 15위를 거둔다.
같은해 인터스코프 레코드는 그의 레이블인 G-Unit Record를 지분인수한다.즉 레이블 소속이었던 50를 비롯해 로이드 뱅크스, 영 벅, 토니 야요(그 당시 수감중), 더 게임이 인터스코프 레코드와 계약을 한 것이다.또한 더 게임은 닥터 드레의 후원을 받아 그의 회사인 애프터매스로 픽업된다.
2005년 5월 그는 두 번째 히트 앨범인 'The Massacre'를 발매한다. 이 앨범은 1140만장을 팔았으며, 빌보드 200에서 6주동안 1위를 차지했다. 50센트는 전 앨범에 이어 빌보드차트 5위안에 싱글인 'Candy Shop', 'Disco Inferno', 'How We Do'를 석권시킨다.앨범에는 에미넴, G-Unit, 닥터드레, 제이미 폭스 등이 참여하고, 영국차트에서도 1위를 한다. 마지막 싱글이었던 'Outta Control'은 빌보드차트에서 7위를 기록하지만, 후에 맙딥에 의해 리믹스된다. 이 앨범으로 그는 2006년 그래미 어워드에서 '베스트 랩앨범 상'을 받는다.

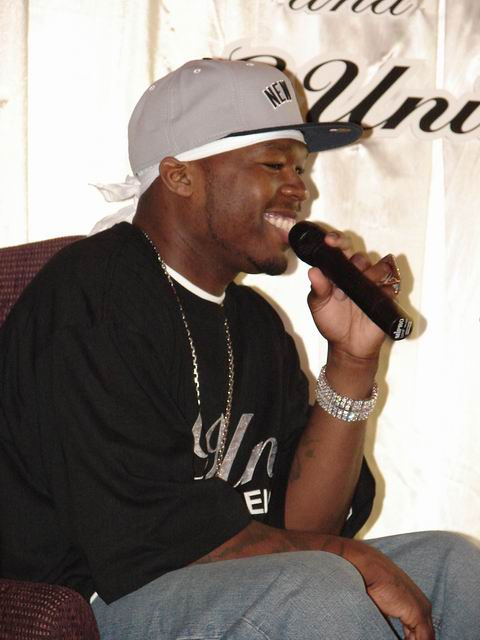
2006년 2월 26일 방콕에서 인터뷰 중

롤링스톤지는 그의 독특한 랩핑과 목소리를 그의 '무기'라고 표현했다.
같은 해 그는 자신의 레이블인 G-Unit Record에 R&B싱어 올리비아와 랩그룹 맙딥을 픽업시킨다. 이어서 랩퍼 Spider Loc,랩그룹 M.O.P., 영 핫 로드를 픽업시킨다. 그는 G-Unit외부의 랩퍼들과고 계약하는데 대표적으로 데프잼의 LL Cool J, 베드 보이 레코드의 메이스, BME 레코드에 릴 스크래피, 락커펠라 레코드의 Freeway 등에 랩퍼들과 작업하게 된다.
2007년에는 세 번째 히트앨범인 'Curtis'를 발매한다. 이 앨범명은 그의 이름을 따서 만들었으며, 첫주에만 6만9천장이 넘게 팔린다.앨범에는 역시 G-Unit 뿐만 아니라 탑프로듀서 팀바랜드, 저스틴 팀버레이크, 에이콘, 에미넴, 제이 지, 디디 등이 참여한다.이 앨범역시 전 세계에서 거의다 1위를 석권했으며,
싱글들도 좋은 기록을 보였다.
그는 앨범발매일이 카니예 웨스트의 'Graduation'과 겹치는 날이었는데, 그는 그래미 어워드 우승에서 카니예 웨스트와 붙었으나,지고 말았다.
2009년에는 그의 네 번째 앨범인 'Before I Self Destruct'가 11월에 발매되었다. 싱글인 'Get Up'은 빌보드차트에서 44위로 데뷔했으며,'I Get It In','OK You're Right'와 같은 싱글들이 발매되었다. 이 앨범에는 디제이 프리미어, G-Unit, 닥터 드레, 스위즈 비츠, 네이트 독, 에미넴 등이 참여했으나 앨범 판매량은 그리 성공적이지 않았다.
2013년 그는 새 앨범인 'Street King Immortal'을 발매할 예정이다. 앞서 발매한 싱글 'My Life'는 빌보드 차트에서 27위라는 성적을 거두었으며, 에미넴, 닥터 드레, 스눕 독, 영 지지, 앨리샤 키스, 크리스 브라운 등 그외에도 많은 가수들이 참여했다.

## 음반 목록

### 정규 앨범
- Get Rich or Die Tryin' (2003)
- The Massacre (2005)
- Curtis (2007)
- Before I Self Destruct (2009)
- Animal Ambition (2014)

### 협업 앨범
- Beg for Mercy (G-Unit) (2003)
- T·O·S (Terminate on Sight) (G-Unit) (2008)

## 영상 목록

### 영화
- 프리랜서스 (2012)
- 스파이 (2015) - 본인 역(카메오 출연)
- 크리미널 스쿼드 (2018) - 엔슨 레복스 역
- 이스케이프 플랜 2: 하데스 (2018)

### 텔레비전
- 파워 (2014-20)